# Восьмий канал (Білорусь)
8 Канал — телеканал Білорусі.
Споріднені канали     СТВ

## Про канал
ЗАТ «8 канал», як самостійне ЗМІ, було зареєстровано 19 серпня 1996 року. Телекомпанія «8 канал» приступила до мовлення своїх програм 3 жовтня 1996 року. В даний час «8 канал» здійснює мовлення з 7:00 до 00:00 в будні дні та з 9:00 до 0:00 — у вихідні. Компанія ЗАТ «8 канал» активно займається виробництвом документальних фільмів, презентаційних відеофільмів, телевізійних програм, репортажів, міні-фільмів рекламного характеру, рекламних роликів і музичних відео кліпів, які можуть транслюватися і на інших каналах ТБ. 1 січня 2001 на частоті 8 телевізійного каналу розпочато мовлення каналу СТВ, тим самим забравши частоту у Восьмого каналу. В цьому ж році «8 канал» побудував власний телемовний центр: передавач, передавальна антена і щогла знаходяться у власності компанії. І в кінці грудня 2001 року канал відновив свою роботу на 11-метровому каналі. ЗАТ «8 канал» самостійно формує сітку свого мовлення, обходячись без ретрансляції зарубіжних каналів. Його телепрограми не носять деструктивного характеру, а враховують інтереси всіх соціальних і вікових категорій глядачів.

## Трансляція
Ефірне мовлення каналу здійснюється на двох телевежах:
- У Мінську на вул. Прітицкого, 62/2; 11 частотний канал; потужність передавача 1 кВт, але працює на 500 Вт; радіус сигналу 23 км.
- У Вітебську спільно з каналом Арт-Відео з вітебської телевежі - 24 частотний канал; потужність 200Вт; радіус сигналу 25 км.

Так само Восьмий канал мовить у цифровому форматі з 30 міст республіки (З 1 січня 2012 року тимчасово відключений від ефірного цифрового мовлення через заборгованість по трансляції). Відсоток охоплення — 72,4% до загальної чисельності населення Республіки Білорусь. Так само телеканал мовить у багатьох кабельних мережах країни, телеканал транслюється і по IPTV Zala.
З 2 жовтня 8 канал є і в місті Солігорськ і в Слуцьку в цифровому мовленні

## Програми
- «На риболовлю з Юрієм Заславським»
- «К-відео» для дітей»
- «Мій улюблений вихованець»
- «Вечарніца»
- «К-відео» для всієї родини
- «Ну, ти сказав!»
- «К-ігри»
- «Кіно-ляп»
- «К-ігри-» Лайт»
- «Пліткарка»
- «Бульбокс»
- «Кіно-кліп-парад»
- «Новини кіно»

## Телесеріали
- Секретні матеріали
- Жінка президент
- Схід-Захід
- Малює вітер
- Таємниче озеро
- Вона написала вбивство
- Служба розслідувань
- Бригада
- Альф